# محمد الزبيري
محمد محمد الزبيري سياسي يمني هو وزير الثروة السمكية في حكومة الإنقاذ الوطني برئاسة عبد العزيز بن حبتور التابعة للمجلس السياسي الأعلى في سلطة صنعاء منذ 10 نوفمبر 2018.